# ديماندول (مقاطعة دلفان)
ديماندول (بالفارسية: دیماندول) هي قرية تقع في قسم ميربغ الشمالي الريفي (مقاطعة دلفان) في إيران. يقدر عدد سكانها بـ 330 نسمة بحسب إحصاء 2016.